# Konrad Badacz

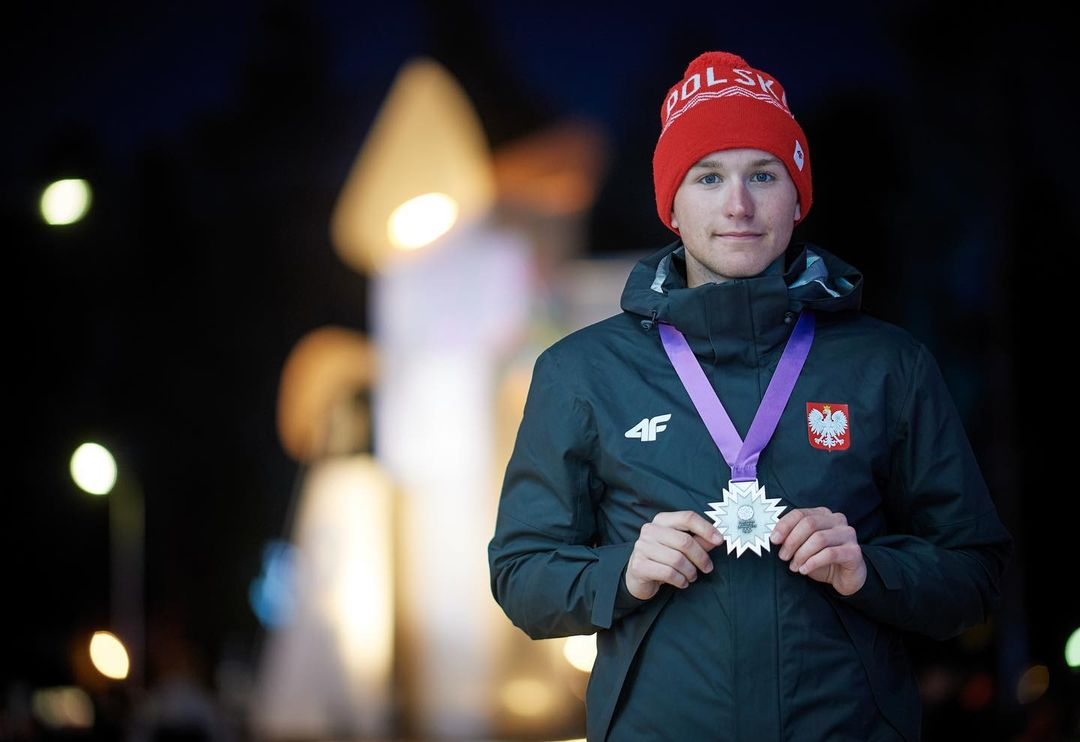
Konrad Badacz ze srebrnym medalem EYOF 2022

Konrad Badacz, ps. Badi (ur. 16 stycznia 2003 w Jeleniej Górze) – polski biathlonista. Reprezentuje MKS Karkonosze Sporty Zimowe. Mistrz świata juniorów młodszych w sztafecie (2021). Wicemistrz XV Zimowego Olimpijskiego Festiwalu Młodzieży Europy w biegu indywidualnym.

## Kariera
Złoty medalista mistrzostw Polski seniorów w biathlonie letnim w sprincie. Złoty medalista mistrzostw polski młodzików, juniorów oraz Ogólnopolskiej Olimpiady Młodzieży. W 2018 roku zdobył dwa złote medale na mistrzostwach Czech w biathlonie na nartorolkach w swojej kategorii wiekowej – w biegu sprinterskim oraz w biegu pościgowym.
W 2017 zdobył srebrny medal Nordic Youth Games w biegu ze startu wspólnego.
W 2019 triumfował w sprincie szesnastolatków podczas Liatoppen Festival w Norwegii.
W 2020 wziął udział w zimowych igrzyskach olimpijskich młodzieży w Lozannie (konkurencje biathlonowe rozgrywano w Prémanon) – w biegu indywidualnym był 24., a w sprincie 15. W tym samym roku wystartował też w mistrzostwach świata juniorów młodszych – w Lenzerheide był 37. w biegu indywidualnym, 43. w sprincie i 37. w biegu pościgowym oraz 6. w sztafecie.
W 2021 wystartował w mistrzostwach świata juniorów młodszych – w Obertilliach był 52. w biegu indywidualnym, 15. w sprincie i 27. w biegu pościgowym oraz 1. w sztafecie.
W 2022 reprezentował kraj na mistrzostwa świata juniorów młodszych w Soldier Hollow, gdzie zajmował czterokrotnie miejsca w TOP10. Był 7. w biegu indywidualnym, 4. w sprincie, 5. w biegu pościgowym, 6. w sztafecie. Tego samego roku był reprezentantem na zimowym olimpijskim festiwalu młodzieży Europy w Vuokatti, gdzie podczas ceremonii otwarcia był chorążym reprezentacji Polski. Zajął 4. miejsce w sprincie, 2. był w biegu indywidualnym i 3. w sztafecie mieszanej.
W 2023 roku w biegu sprinterskim zdobył brązowy medal mistrzostw Europy juniorów w Madonie. Na tej samej imprezie był 14. w biegu indywidualnym, 18. w biegu pościgowym i 10. w sztafecie mieszanej. W tym samym roku wystartował w mistrzostwach świata juniorów w Szczuczyńsku, gdzie zajął odpowiednio 11. miejsce w sprincie, 11. miejsce w biegu pościgowym, 47. miejsce w biegu indywidualnym i 5. miejsce w sztafecie. Zakończył sezon na 4. pozycji w klasyfikacji generalnej Pucharu IBU Juniorów.

## Życie prywatne
Studiuje wychowanie fizyczne w KANS w Jeleniej Górze. Jest absolwentem Szkoły Mistrzostwa Sportowego w Szklarskiej Porębie.

## Osiągnięcia

### Mistrzostwa świata
| Rok  | Miejscowość          | Konkurencje | Konkurencje | Konkurencje | Konkurencje | Konkurencje | Konkurencje | Konkurencje |
| Rok  | Miejscowość          | IN          | SP          | PU          | MS          | RL          | MR          | SR          |
| ---- | -------------------- | ----------- | ----------- | ----------- | ----------- | ----------- | ----------- | ----------- |
| 2024 | Nové Město na Moravě | 42.         | 40.         | 31.         | –           | 9.          | –           | –           |
| 2025 | Lenzerheide          | 30.         | 48.         | 37.         | –           | 16.         | 14.         | –           |

### Mistrzostwa Europy
| Rok  | Miejscowość | Konkurencje | Konkurencje | Konkurencje | Konkurencje | Konkurencje | Konkurencje | Konkurencje |
| Rok  | Miejscowość | IN          | SP          | PU          | MS          | RL          | MR          | SR          |
| ---- | ----------- | ----------- | ----------- | ----------- | ----------- | ----------- | ----------- | ----------- |
| 2023 | Lenzerheide | –           | 71.         | –           | nd.         | nd.         | 12.         | –           |

### Mistrzostwa świata juniorów

#### Junior młodszy[9]
| Rok  | Miejscowość    | Konkurencje | Konkurencje | Konkurencje | Konkurencje | Konkurencje | Konkurencje | Konkurencje |
| Rok  | Miejscowość    | IN          | SP          | PU          | MS          | RL          | MR          | SR          |
| ---- | -------------- | ----------- | ----------- | ----------- | ----------- | ----------- | ----------- | ----------- |
| 2020 | Lenzerheide    | 37.         | 43.         | 37.         | nd.         | 6.          | nd.         | nd.         |
| 2021 | Obertilliach   | 52.         | 15.         | 27.         | nd.         | 1.          | nd.         | nd.         |
| 2022 | Soldier Hollow | 7.          | 4.          | 5.          | nd.         | 6.          | nd.         | nd.         |

#### Junior
| Rok  | Miejscowość | Konkurencje | Konkurencje | Konkurencje | Konkurencje | Konkurencje | Konkurencje | Konkurencje |
| Rok  | Miejscowość | IN          | SP          | PU          | MS          | RL          | MR          | SR          |
| ---- | ----------- | ----------- | ----------- | ----------- | ----------- | ----------- | ----------- | ----------- |
| 2023 | Szczuczyńsk | 47.         | 11.         | 11.         | nd.         | 5.          | –           | nd.         |
| 2024 | Otepää      | 7.          | 7.          | nd.         | 5.          | 6.          | 4.          | nd.         |
| 2025 | Östersund   | 44.         | 30.         | nd.         | 15.         | 3.          | 8.          | nd.         |

### Zimowe igrzyska olimpijskie młodzieży[8]
| Rok  | Miejscowość      | Konkurencje | Konkurencje | Konkurencje | Konkurencje | Konkurencje | Konkurencje | Konkurencje |
| Rok  | Miejscowość      | IN          | SP          | PU          | MS          | RL          | MR          | SR          |
| ---- | ---------------- | ----------- | ----------- | ----------- | ----------- | ----------- | ----------- | ----------- |
| 2020 | Lozanna/Prémanon | 24.         | 15.         | nd.         | nd.         | nd.         | –           | –           |

### Mistrzostwa Europy juniorów
| Rok  | Miejscowość | Konkurencje | Konkurencje | Konkurencje | Konkurencje | Konkurencje | Konkurencje | Konkurencje |
| Rok  | Miejscowość | IN          | SP          | PU          | MS          | RL          | MR          | SR          |
| ---- | ----------- | ----------- | ----------- | ----------- | ----------- | ----------- | ----------- | ----------- |
| 2022 | Pokljuka    | 31.         | 69.         | –           | nd.         | nd.         | 14.         | –           |
| 2023 | Madona      | 14.         | 3.          | 18.         | nd.         | nd.         | 10.         | –           |
| 2024 | Jakuszyce   | 15.         | –           | nd.         | –           | nd.         | nd.         | nd.         |

### Zimowy olimpijski festiwal młodzieży Europy
| Rok  | Miejscowość | Konkurencje | Konkurencje | Konkurencje | Konkurencje | Konkurencje | Konkurencje | Konkurencje |
| Rok  | Miejscowość | IN          | SP          | PU          | MS          | RL          | MR          | SR          |
| ---- | ----------- | ----------- | ----------- | ----------- | ----------- | ----------- | ----------- | ----------- |
| 2022 | Vuokatti    | 4.          | 2.          | nd.         | nd.         | nd.         | 3.          | nd.         |

### Puchar Świata

#### Miejsca w klasyfikacji generalnej
| Sezon     | Miejsce |
| --------- | ------- |
| 2023/2024 | 77.     |
| 2024/2025 | 70.     |

#### Miejsca w poszczególnych zawodach Pucharu Świata
| Sezon 2023/2024                                                         |    |    |    |    |    |    |    |    |    |    |    |    |    |    |    |    |    |    |    |    |        |
| IN                                                                      | SP | PU | SP | PU | SP | PU | MS | SP | PU | SP | PU | IN | MS | IN | MS | SP | PU | SP | PU | MS | punkty |
| 97                                                                      | 84 | -  | 61 | -  | 71 | -  | -  | 47 | 35 | 73 | -  | 67 | -  | -  | -  | 43 | 37 | 72 | -  | -  | 10     |
| Legenda                                                                 |    |    |    |    |    |    |    |    |    |    |    |    |    |    |    |    |    |    |    |    |        |
| 1 2 3 11-40 poniżej 40 – – zawodnik nie wystartował                     |    |    |    |    |    |    |    |    |    |    |    |    |    |    |    |    |    |    |    |    |        |
| SP – sprint IN – bieg indywidualny PU – bieg pościgowy MS – bieg masowy |    |    |    |    |    |    |    |    |    |    |    |    |    |    |    |    |    |    |    |    |        |